# Kvantitativní uvolňování
Kvantitativní uvolňování (anglicky Quantitative easing, QE) je monetární politika používaná centrálními bankami ke stimulaci ekonomiky. Používá se, když se standardní monetární politika stává neefektivní. Centrální banka provádí kvantitativní uvolňování nákupem finančních aktiv od komerčních bank a dalších finančních institucí. Zvyšuje cenu těchto finančních aktiv a snižuje jejich výnos a současně zvyšuje nabídku peněz.
Tím se odlišuje od běžné politiky nákupu nebo prodeje krátkodobých státních obligací za účelem udržování mezibankovní úrokové míry na určené výši.
Expansivní monetární politika typicky zahrnuje nákupy krátkodobých vládních obligací centrální bankou za účelem snížení tržní úrokové míry.
Když krátkodobé úrokové míry dosáhnou nebo se blíží nule, centrální banka může použít kvantitativní uvolňování za účelem dále podpořit ekonomiku kupováním aktiv s delší dobou splatnosti než krátkodobé vládní obligace, čímž se snižuje dlouhodobější úroková míra na výnosové křivce. Kvantitativní uvolňování může pomoci tomu, že inflace neklesne pod určené hodnoty. Rizikem kvantitativního uvolňování je deflace (záporná inflace) nebo naopak vyšší inflace v delším období kvůli zvýšené peněžní nabídce nebo nedostatečná efektivita, když komerční banky nebudou dále půjčovat a potenciální dlužníci si nebudou půjčovat.
Podle Mezinárodního měnového fondu, Fedu a řady ekonomů kvantitativní uvolňování používané od začátku globální finanční krize 2007–08 zmírnilo některé ekonomické problémy plynoucí z této krize.
Postkeynesovci mají ke kvantitativnímu uvolňování mnohé výhrady. Sice upozorňují, že QE, stejně jako deficity vlády, není ze své podstaty inflační, protože v současném prostředí se většina nových peněz vrací zpět do centrální banky ve formě přebytečných rezerv, ale skrze distribuci příjmu má vliv na inflaci a výkonnost ekonomik. Keynesiánští ekonomové obecně podporovali kvantitativní uvolňování (QE) na základě toho, že zvyšuje agregátní poptávku. QE může podpořit stimulaci poptávky, ale vytváří významná budoucí nebezpečí a podporuje plutokratickou politickou ekonomii založenou na „trhu aktiv“, který brání potřebné změně politiky.
V těchto časech zdravotní nouze, ekonomického kolapsu, populistického hněvu a ekologických hrozeb se společnosti obracejí dovnitř a hledají ochranu (neo-statická endopolitika národní suverenity, ekonomické ochrany a participačně-demokratické kontroly). Pandemie covidu-19, konec dolarové globální hegemonie a příchod multipolárního světa odhalila hluboké nedostatky v kapitalistických systémech vedených USA a EU a chamtivost, zranitelnost a odtržení globalizovaného manažerského finančně-monetárního sektoru od reálně-produkční ekonomiky. Matthew C. Klein a Michael Pettis ve své knize Trade Wars Are Class Wars poukázali, že spoléhání se na měnové operace centrální banky při řešení hlubokých a nebezpečných globálních ekonomických nerovnováh je problematické a nevýhodné pro příjemce mezd (zaměstnanci). Ann Pettifor tvrdí, že kombinace nadměrné produkce v globálních sítích a snižování reálné kupní síly je ve výsledku deflační, do té doby dokud nezkolabuje distribuční síť (uvízlý tanker nebo covid-19). Řešení deflace, nebo kolapsu finančního systému pomocí kvantitativního uvolňování je chyba. Centrální banky však svou roli zjevně nevnímají jako pomoc k obnovení rovnováhy velmi nevyvážené ekonomiky nebo jako upřednostňování domácí ekonomiky před ekonomikou globalizovanou. Liberální technokraté v centrálních bankách jednají tak, aby udrželi a chránili pouze jeden sektor globální ekonomiky: finanční sektor. Finanční sektor prosazuje aby jeho rizikové aktivity byly garantovány a chráněny daňovými poplatníky, bez toho aby nesli riziko selhání spekulací.
Vzestupu cen aktiv vyvolaném QE, obohacuje „majetné“ nad nemajetnými s nejistými stagnujícími mzdami (tzv. Sekulární stagnace). Centrální banky jsou v Kasinu kapitalismu (Britská škola GPE) z postkeynesovské perspektivy garantem stability nerovnosti (inflační cílování, růst úrokové sazby) a nikoliv stabilizátorem ekonomiky. Centrální banky měly vždy moc vytvářet úvěry a rozšiřovat peněžní zásobu. Přinejmenším od založení Bank of England v roce 1694 poskytovaly úvěry svým klientům ve vládě a komerčních bankách a přijímaly kolaterál výměnou za peníze, které vytvoří – rutinní proces známý v žargonu jako operace na otevřeném trhu (OMO). Mohou také provozovat OMO obráceně, prodávat cenné papíry ve svých rozvahách výměnou za hotovost, stahovat peníze z oběhu, kontrahovat nabídku a zvyšovat její „cenu“ – úrokovou míru. Rozdíl mezi OMO a QE je ale v rozsahu a širším spektru aktiv. Zatímco OMO obvykle nakupuje krátkodobé vládní dluhy, programy QE zachycují veřejný dluh všech splatností, včetně dlouhodobých dluhopisů. Centrální bankéři dovolili a někdy povzbuzovali finanční sektor k expanzi mimo regulační rámce vlád (Tzv. stínové bankovnictví). Kořeny spočívají ve velkém strukturálním posunu privatizace důchodů v tzv. The long 1970s (mezinárodní přechodné období, během něhož byly tradiční, kolektivně orientované sociálně-ekonomické politiky zájmů a blahobytu (Sociální demokracie) stále více nahrazovány individuálně-konzumeristicky a neoliberálně-technokraticky (Kantovsky prázdná lidská práva (tzv. legalismus, který se určuje v závoji nevědomí), egoismus, rentierismus) orientovanými hodnotovými anti-politikami postindustriálního období). V letech 1981 až 2014 30 zemí zcela nebo částečně privatizovalo své veřejné povinné důchody a finanční systém dál trvá na nějaké formě privatizace. Ve spojení s přeshraniční kapitálovou mobilitou přechod na soukromé penzijní spoření neustále generoval obrovské peněžní zásoby pro institucionální investory. Ann Pettifor to označuje jako moc bez odpovědnosti. I tyto „stínové peníze spoléhají na od většinové populace odtržené suverénní struktury autority a úvěruschopnosti“ státu. Soukromí finančníci hodně spoléhají na státní dluhopisy jako na nejbezpečnější kolaterál pro své repo obchody, protože stínový bankovní systém je strukturálně náchylný k volatilitě a dluhovým krizím. Stínové peníze, které vycházejí z těchto institucí, jsou nyní pro ekonomiku systémově důležité. Kvůli hrozbě kolapsu tohoto systému centrální bankéři používají QE pro ochranu těchto toxických aktiv.